# Episodi di The Playboy Club
La prima e unica stagione della serie televisiva The Playboy Club è andata in onda dal 19 settembre 2011 sul network statunitense NBC. A causa dei bassi ascolti registrati, la serie venne cancellata dal palinsesto dopo la messa in onda terzo episodio, quando erano stati prodotti cinque dei tredici episodi inizialmente previsti.
In Italia è ancora inedita.
| nº | Titolo originale                    | Titolo italiano | Prima TV USA      | Prima TV Italia |
| -- | ----------------------------------- | --------------- | ----------------- | --------------- |
| 1  | Pilot                               |                 | 19 settembre 2011 |                 |
| 2  | The Scarlet Bunny                   |                 | 26 settembre 2011 |                 |
| 3  | A Matter of Simple Duplicity        |                 | 3 ottobre 2011    |                 |
| 4  | The Dream House and How to Avoid It |                 | inedito           |                 |
| 5  | Trouble in Makeoutsville            |                 | inedito           |                 |

## Pilot
- Titolo originale: Pilot
- Diretto da: Alan Taylor
- Scritto da: Chad Hodge

### Trama
A Chicago, nel 1963, Maureen è la nuova coniglietta del Playboy Club, dove sogna di avere successo e arrivare un giorno a esibirsi sul palcoscenico; traguardo fino ad allora consentito solo a quella che era stata la prima coniglietta nella storia del club, Carol-Lynne. Maureen ha intenzione quindi di prenderla ad esempio, ma presto i suoi piani saranno interrotti da uno spiacevole evento. Durante una serata, uno dei clienti del club, il boss mafioso Bruno Bianchi, tenta di aggredirla sessualmente nel retro del locale. In suo soccorso arriva un altro dei clienti, l'aspirante Procuratore di Stato Nick Dalton, fidanzato di Carol-Lynne, che cerca di allontanarlo da lei senza successo. Immediatamente dopo Maureen lo colpisce con il tacco della scarpa al collo, uccidendolo senza volerlo. Lei vorrebbe chiamare la polizia ma Nick la convince a tenere nascosta la faccenda, temendo ritorsioni della famiglia mafiosa, della quale lo stesso Nick è stato parte in passato. I due lasciano il club insieme e si liberano del corpo gettandolo nel lago Michigan, ma la loro improvvisa dipartita dal locale non potrà fare a meno di essere notata. Così, quando i membri della famiglia mafiosa, compreso il figlio di Bruno Bianchi, John, iniziano a cercare il boss, fingeranno di aver trascorso la notte insieme. Carol-Lynne decide quindi di lasciare Nick, e rischia di essere licenziata dal gestore del club Billy Rosen quando tenta di accedere alle cartelle delle colleghe per saperne di più sulla neo-arrivata. Tuttavia, grazie all'intercessione del fondatore, Hugh Hefner, viene nominata "coniglietta madre", che si occuperà di gestire e guidare le cameriere. Tra le altre conigliette del club ci sono Brenda, la prima coniglietta afroamericana; Alice, segretamente e sposata con un ragazzo gay di nome Sean; e Janie, fidanzata con il barista del club, Max, che gli dice di non poterlo sposare e di non poterne rivelare il motivo.
- Guest star: Sean Maher (Sean), Karen LeBlanc (Tina Turner), Troy Garity (John Bianchi), Hugh Hefner (voce narrante).
- Musiche: Chicago, That Toddlin' Town di Frank Sinatra, eseguita da Laura Benanti; Sh-Boom di The Crew-Cuts; Playboy di The Marvelettes; Shake a Tail Feather di Ike & Tina Turner, eseguita da Karen LeBlanc; Tina's Wish di Ike & Tina Turner, eseguita da Karen LeBlanc[2].
- Ascolti USA: telespettatori 5 020 000 – share 5%[3][4]

## The Scarlet Bunny
- Titolo originale: The Scarlet Bunny
- Diretto da: Scott Winant
- Scritto da: Chad Hodge (soggetto e sceneggiatura), Karyn Usher (soggetto)

### Trama
John Bianchi continua la ricerca del padre e chiede a Nick di aiutarlo. Quest'ultimo sta per annunciare la sua candidatura a Procuratore di Stato, quindi è riluttante ad accettare l'invito, ma in seguito capirà di aver bisogno anche del supporto della famiglia mafiosa per ottenere la carica. Nel frattempo riconquista Carol-Lynne, ancora innamorata di lui, che decide di credergli quando le dice di non averla tradita, ma fatica a fidarsi di Maureen, arrivando a minacciarla pur di tenerla lontana dal suo fidanzato. Al club, Hugh Hefner lancia una competizione fotografica per la cameriere, la cui vincitrice poserà per Playboy e riceverà 2 000 dollari di premio. Janie è tra le poche a non voler partecipare, ma il suo ragazzo Max la candida a sua insaputa, e finirà per risultare la vincitrice. Tuttavia, rifiuterà il premio, confessando a Max il motivo per cui non può sposarlo: è già sposata con un uomo che ha abbondanato e da cui non vuole essere ritrovata. Il premio sarà dunque assegnato a Maureen, che darà parte dei soldi incassati a Brenda, che sogna di comprare una proprietà immobiliare. Alice riceve la visita dei suoceri, mentre il marito si propone a Nick Dalton per essere membro del suo staff elettorale.
- Guest star: Sean Maher (Sean), Art LaFleur (Sindaco Daleys), Troy Garity (John Bianchi).
- Musiche: In the Mood di The Andrews Sisters, eseguita da Laura Benanti; Walk Like a Man di Frankie Valli & The Four Seasons, eseguita da Terry Dexter; Can I Steal a Little Love? di Frank Sinatra[2].
- Ascolti USA: telespettatori 3 970 000 – share 4%[5][6]

## A Matter of Simple Duplicity
- Titolo originale: A Matter of Simple Duplicity
- Diretto da: Lesli Linka Glatter
- Scritto da: Mark Fish

### Trama
Carol-Lynne svolge le selezioni per assumere una nuova coniglietta; anche se non trova l'approvazione piena di Billy Rosen, fa assumere Doris Hall. Ai suoi occhi sembra una promettente coniglietta, ma presto dovrà ricredersi: Doris è infatti una giornalista in cerca di scoop. Quando se ne rende conto è già troppo tardi, e il suo quotidiano promette presto di svelare un terribile segreto nascosto dalla conigliette: una di loro è un'assassina. Ciò fa tremare Maureen e Nick Dalton, ma per loro fortuna la giornalista non si riferiva al loro segreto, è Janie infatti che prima di arrivare al club è stata coinvolta in un incidente d'auto mortale. A guidare era il marito, che a causa della sua testimonianza venne rinchiuso in carcere. John Bianchi nel frattempo è deciso a provare a strappare qualche informazione a Maureen su suo padre, e la ragazza decide di non tirarsi indietro. Nick, consigliato da Sean, decide di instaurare una relazione di facciata con la figlia di un potenziale ricco investitore per la sua campagna elettorale. Si tratta di Frances Dunhill, che farà ingelosire Carol-Lynne, nonostante sia al corrente che si tratti di un imbroglio per gli elettori. La stessa Frances accetta di avere una relazione di facciata, che per lei serve solo per rimanere nelle grazie del padre, al quale nasconde che in realtà sia lesbica.
- Guest star: Sean Maher (Sean Beasly), Frances Dunhill (Cassidy Freeman), Joel Gretsch (Jimmy Wallace), Carrie Coon (Doris Hall), Terry Hamilton (Arthur Dunhill), Colbie Caillat (Lesley Gore), Troy Garity (John Bianchi).
- Musiche: It's My Party di Lesley Gore, eseguita da Colbie Caillat; The Loco-Motion di Little Eva; The Lady Is a Tramp di Frank Sinatra, eseguita da Laura Benanti[2].
- Ascolti USA: telespettatori 3 470 000 – share 4%[7][8]